# 4ème Arrondissement (Cotonou)
Das 4ème Arrondissement ist ein Arrondissement im Departement Littoral in Benin. Es ist eine Verwaltungseinheit, die der Gerichtsbarkeit der Kommune Cotonou untersteht und selbst ein Teil des beninischen Hauptortes Cotonou ist. Gemäß der Volkszählung von 2013 hatte das 4ème Arrondissement 36.357 Einwohner, davon waren 17.764 männlich und 18.593 weiblich.

## Geographie
Als Teil der Stadt Cotonou liegt das Arrondissement im Süden des Landes nahe am Atlantik.
Das 4ème Arrondissement setzt sich aus zwölf Stadtteilen zusammen:
1. Abokicodji Centre
2. Abokicodji Lagune
3. Akpakpa Dodomè
4. Dédokpo
5. Enagnon
6. Fifadji Houto
7. Gbèdjèwin
8. Missessin
9. Ohe
10. Sodjèatinmè Centre
11. Sodjèatinmè Est
12. Sodjèatinmè Ouest